# Эстерхаза

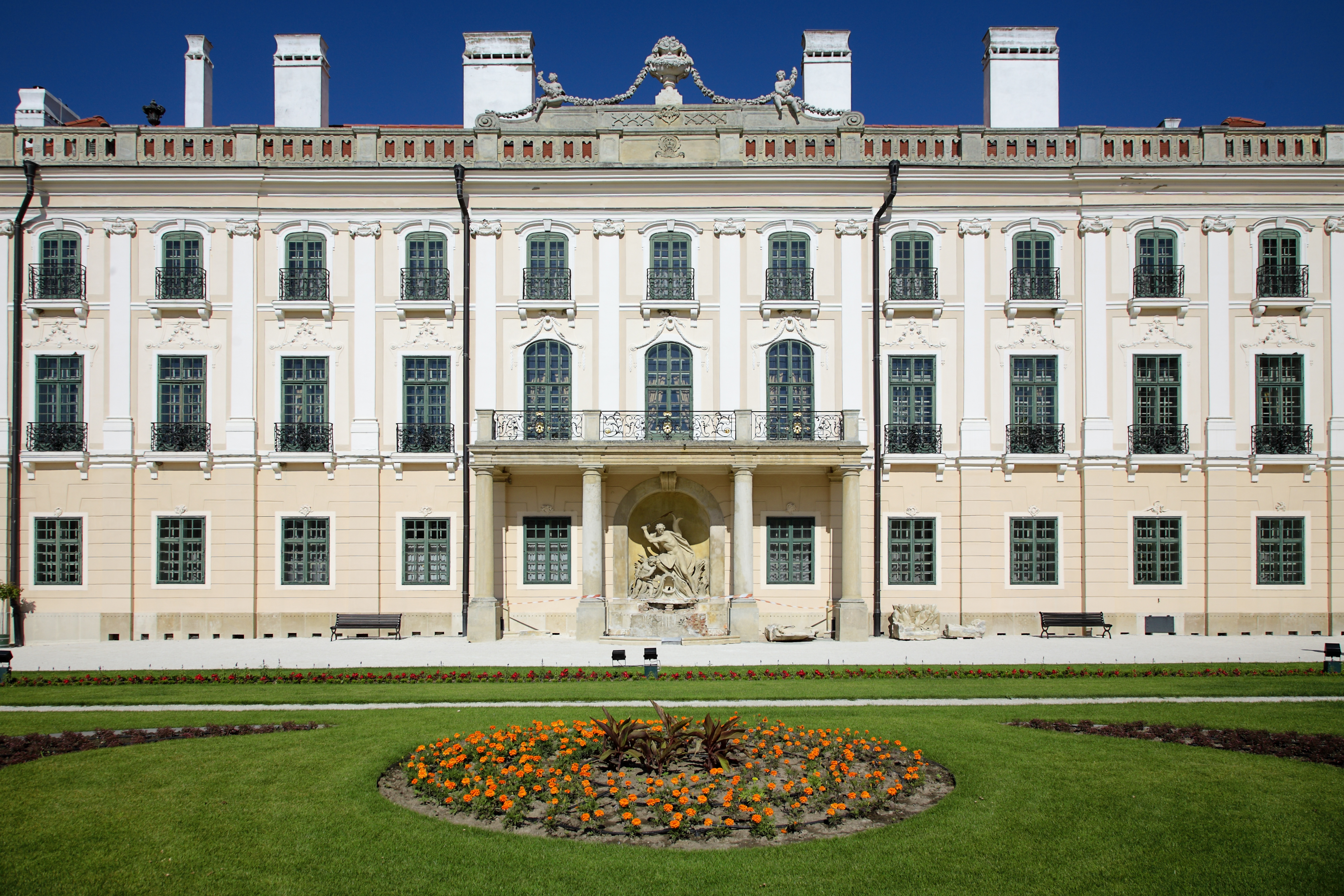
Главный фасад

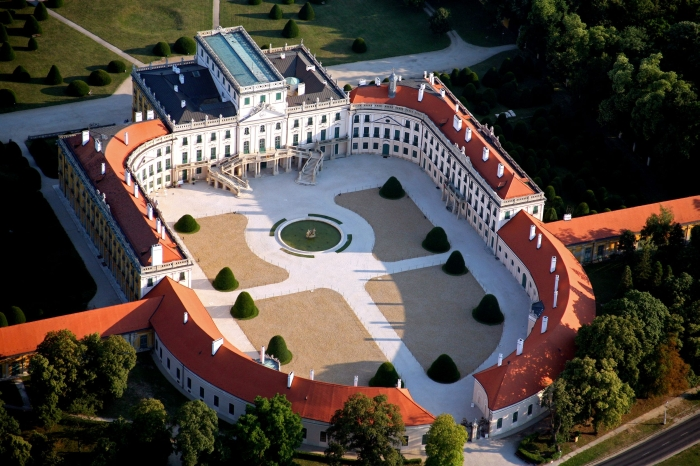
Общий вид дворцово-паркового ансамбля

Дворец Эстерхази (венг. Esterházy-kastély) — барочная резиденция княжеского рода Эстерхази в городке Фертёд на западе Венгрии. Выстроена по заказу венгерского магната Миклоша Эстерхази. За пышность интерьеров дворец прозван «венгерским Версалем».
Строительство дворца было начато Йожефом Эстерхази, в 1720 году он заказал строительство охотничьего замка австрийскому архитектору Антону Эрхарду Мартинелли. В 1762 году, когда князем становится Миклош, замок был значительно расширен. Хотя дворец часто сравнивают с Версалем, который Миклош посетил в 1767 году (по другой информации в 1764), в нём более чётко прослеживаются австрийские мотивы, в частности Роббинс Лэндон отмечал схожесть дворца Эстерхази со столичным дворцом Шёнбрунн.
Дворец обошёлся князю в 13 млн австрийских гульденов. Он был заселён в 1766 году, но строительство ещё продолжалось в течение многих лет. Оперный театр был завершён в 1768 году (первой была исполнена опера Йозефа Гайдна «Аптекарь»), кукольный театр — в 1773. Фонтан перед дворцом не был завершён до 1784 года, когда князь считал свой проект завершённым.
Дворец был построен недалеко от южного побережья озера Нойзидлерзее на болотистой местности. Роббинс Лэндон отмечает, что это была особенно эксцентричная идея со стороны князя Миклоша, выбрать такую местность в качестве площадки для большого замка. Возможно её целью было доказать победу духа над материей. Во дворце 126 комнат. Особо следует отметить Банкетный зал, на потолке которого изображён Аполлон в своей колеснице. Большая библиотека содержит почти 22000 томов и украшена буквой «Е», указывая на фамилию владельцев. Самая большая комната — Зала-Террана, которая оформлена в модном тогда итальянском стиле. На потолке изображены танцующие ангелы, которые изображают венками цветов букву «E».
С 1766 по 1790 год во дворце жил знаменитый композитор Йозеф Гайдн. Он располагался в 4-комнатных апартаментах в большом 2-этажном здании, расположенном отдельно от дворца. Гайдн написал большинство своих симфоний для оркестра князя.